# 黃庭堅

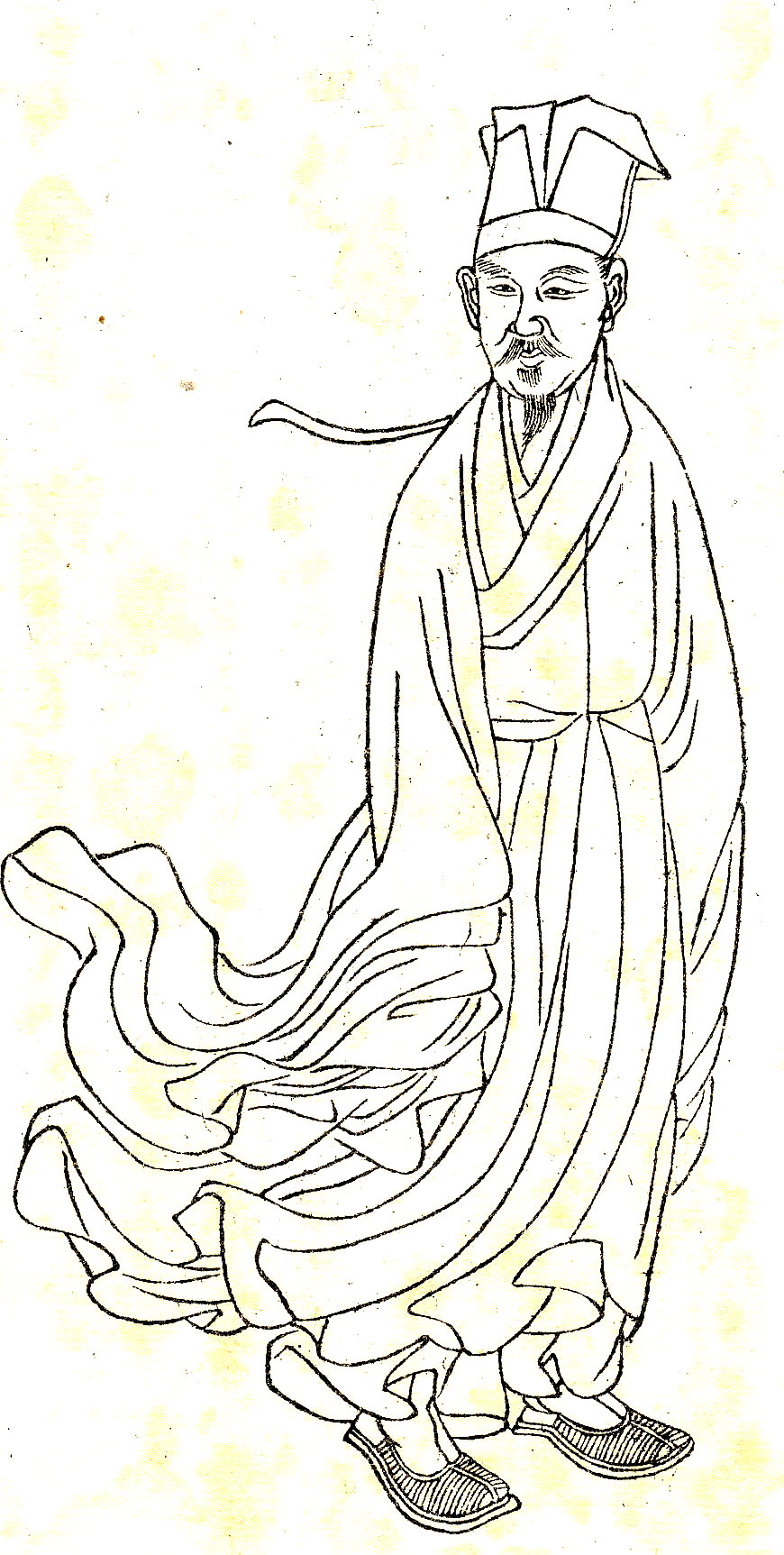
《晩笑堂竹莊畫傳》中的黃庭堅像

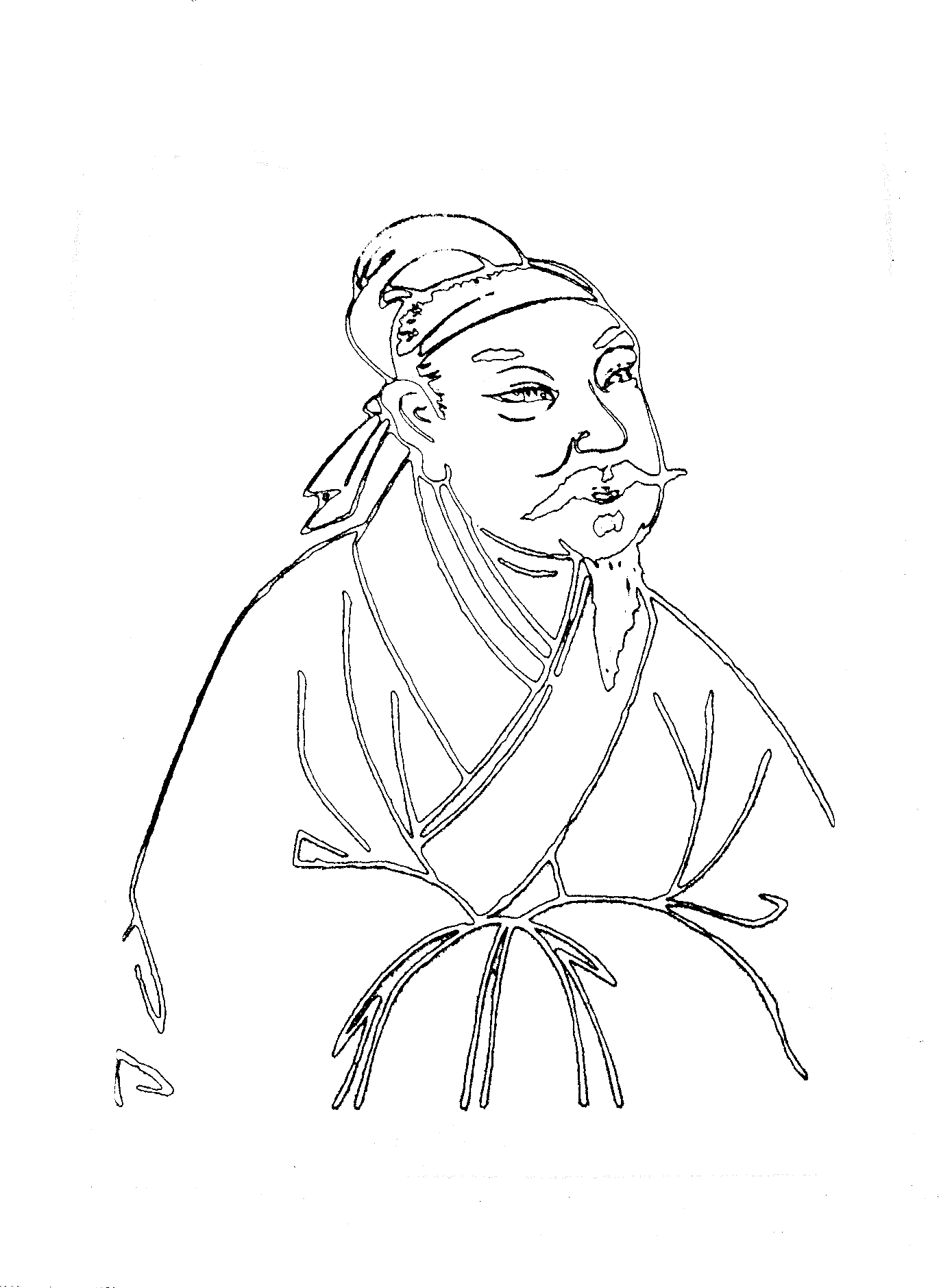
廬山博物館藏黃庭堅像

黃庭堅（1045年—1105年），字鲁直，號山谷道人、豫章先生，晚號涪翁，洪州分宁（今江西九江市修水县）人，亦自称为南昌人。北宋诗人、书法家，江西詩派祖師。书法亦能樹格，為宋四家之一。庭堅篤信佛教，亦慕道教，事親頗孝，雖居官，卻自為親洗滌便器，亦為二十四孝之一。黃庭堅与张耒、晁补之、秦观都曾習藝於苏轼，并称苏门四学士。一生陷入新舊黨爭，被新黨誣害、流放，官至知州。紹興初年，宋高宗追封其为太師、龍圖閣直学士，謚文節。

## 生平
其名庭堅，出於古賢人八愷之名。嘉祐六年，年轻的黄庭坚跟随舅舅李公择游学淮南。治平三年，两次为乡贡，都名列前茅。
黄庭坚是治平四年（1067年）许安世榜进士，调任汝州叶县县尉，一直在任到熙宁五年。元丰元年，黄庭坚时任大名府国子监教授，初次与苏轼通信往来。教授卸任后，黄庭坚回京至吏部改官，得到吉州太和（今江西泰和县）知县的官位。元丰四年癸亥，庭坚自太和前往德州德平镇，路途中于南安军负责考试举人。元丰八年四月丁丑，新即位的宋哲宗以秘书省校书郎的职位将黄庭坚上召京师。
元祐元年十月，黄庭坚除神宗实录检讨官，加集贤校理，主持编写《神宗实录》。元祐二年（1087年）正月，迁著作佐郎。元祐三年，苏轼负责当年的贡举事宜，黄庭坚当时与李公麟等人为苏轼的副手。黄庭坚在史馆的这段时期，正好与苏轼相唱和，为一时文化盛事。元祐六年三月，《神宗实录》修成后，黄庭坚被提拔为起居舍人。六月，遭母喪，丁憂。
绍圣元年，吕大防推荐黄庭坚出任《神宗正史》的编修，但黄庭坚推辞，乞求给予宫观官的闲职待遇。朝廷授予宣州、鄂州的州官官位，黄庭坚也不赴任。最终，黄庭坚被授予管勾亳州明道宫的闲职，居住在太平州的芜湖。被章惇、蔡卞等新党人士指为修史“多诬”，黃庭堅逐一答辯，但依然于当年十二月甲午日被新黨贬爲涪州别驾，黔州安置，移戎州。这一事件由蔡卞主导，卞亲自到史馆看书，整理出千余条与王安石、宋神宗相关的语句，声称编者，即黄庭坚等人，中伤、诋诬神宗，且说话没有证据。与黄庭坚同时被贬谪的还有范祖禹、赵彦若二人。
绍圣二年四月二十三日，黄庭坚到黔州，居住在黔州开元寺摩围阁。元符元年，黄庭坚的表兄张向担任夔州路常平官，为了避嫌亲戚，黄庭坚得诏迁至戎州。元符三年五月，宋徽宗即位。黄庭坚旋即恢复了宣德郎的散官待遇，监鄂州在城盐税，结束贬谪生活，放还。十月，改为奉议郎，签书宁国军节度判官。这年黄庭坚自戎州动身返回中央。
建中靖国元年三月，黄庭坚改任舒州知府。四月，黄庭坚旅行至荆南，朝廷又召为吏部员外郎。这时的黄庭坚大病初愈，无力任官，请求出任太平州官。崇宁元年，由岳鄂路回到洪州分宁，任领太平州事，九日即被罢免，改為主管玉龙观。九月，黄庭坚来到鄂州，在此寓居超过一年。黄庭坚昔年与赵挺之不睦，赵挺之执政，部下陈举誣害黄庭坚，指控黃庭坚寫的《荆南承天院记》涉及誹謗，黃庭坚被放逐到宜州（今廣西宜山縣）。
崇寧三年三月，黃庭堅再次长途跋涉，经过潭州、衡州、永州、桂州等地，于五月至六月之间到宜州貶所，家属则住在永州。黄庭坚初租民房，後遷伽藍，都被官府刁難说他不应该住在城关之内，黄庭坚于是只得抱着被子留宿在子城之南。崇寧四年五月，被迫搬到城頭破敗戍樓裏棲身，人不堪其憂，庭堅終日讀書賦詩，舉酒浩歌，處之泰然。宜州人民敬其曠達高潔，許多人慕名前往求詩求書，向他請教學問，他也儘量滿足來訪者的要求。崇寧四年（1105年）九月三十日病逝於戍樓，終年61歲。大觀三年（1109年）春，由蘇伯固、蔣偉護柩歸葬修水縣雙井祖墳之西。

## 性情
庭坚性至孝，親自為母親洗滌便溺之具。母病一年，他日夜察問母病，宵衣旰食，母喪，他筑庵守孝於墓旁，哀痛成疾，幾至死亡。
庭堅篤信佛教，四十歲时曾写《發愿文》，發願素食，戒除女色、飲酒：“今日对佛发大誓：愿从今日尽未来也，不复淫欲、饮酒、食肉。设复为之，当堕地狱，为一切众生代受头苦。”
庭堅好飲茶，以茶代酒二十年，多次规劝外甥洪驹父戒酒，富弼稱其為“分宁一茶客”又說，「人生莫非求祿色，惟有山谷茶一杯」。洪州雙井茶即因黃之推廣而聞名。
庭堅自稱有香癖。對用香之道頗爲瞭解。其詩有云：贾侯怀六韬，家有十二戟。天资喜文事，如我有香癖。

## 代表作
《登快閣》 
|  | 癡兒了卻公家事，快閣東西倚晚晴。 落木千山天遠大，澄江一道月分明。 朱弦已為佳人絕，青眼聊因美酒橫。 萬里歸船弄長笛，此心吾與白鷗盟。 |

## 成就

### 诗词
黃庭堅诗名尤盛，与苏轼并称苏黄，朱弁《曲洧舊聞》：“東坡文章至黃州以後，人莫能及，唯黃魯直詩時可以抗衡。”黃庭堅为江西诗派之祖，有《豫章黄先生文集》、《山谷琴趣外篇》。其弟子任渊著有《山谷诗集注》二十卷，《后山诗注》十二卷，《山谷精华录》八卷。钱锺书对任注作了补正与纠谬達四十條。
黃庭堅在詩歌上主張襲用古人章句，以創新其意義，其手法多側重在「點鐵成金」與「奪胎換骨」等形式，影響後世深遠。
「點鐵成金」與「奪胎換骨」本來是道教術語，「點鐵成金」原本指煉金術，把鐵煉成黃金，在此的意思是把古人的詩文或小故事加以變化，如增刪字句，變換語序等，增加文句的韻味。如黃庭堅：「寄雁傳書謝不能。」就用了兩個典故，一是蘇武「雁足傳書」，二是「雁到衡陽而止」的小故事。
「奪胎換骨」中「奪胎」，是道教仙人死後，靈魂還想繼續留在人世，於是附到孕婦腹中，將原本的胎兒魂魄驅離，以憑此胎而出生。此即模仿古人詩文的形式，但是另以詞句形容。王羲之《蘭亭序》：「俯仰之間，已為陳跡」，被黃庭堅改為「俯仰之間已陳跡。」「換骨」是說，古人認為「骨濁不能成仙」，仙人利用法術讓門下弟子變成「仙風道骨」。在此即擷取古人詩文之意，而另用他語。如王安石：「只向貧家促機杼，幾家能有一絇絲？」黃庭堅改為「莫作秋蟲促機杼，貧家能有幾絇絲？」

### 书法
黃庭堅书法別樹一格，擅行書、草書，尤善草書，其作品有《諸上座帖》、《李白憶舊遊詩帖》、《花氣詩帖》、《松風閣詩帖》、《寒山子龐居士詩》、《贈張大同卷跋尾》等，被后人評為縱橫奇倔，波瀾老成，且收放自如，突破方正均勻的體例，因而與蘇軾、米芾、蔡襄並稱宋四家。
「宋四家」雖然都以行書見長，但只有黃庭堅的草書雄視當世。由於黃庭堅心胸豁大，不擇筆墨，遇紙即書，直到紙盡為止，所以他的草書不為舊規矩所束縛。正因如此，黃庭堅被視為繼懷素、張旭之後，宋代最重要的草書大家，明代沈周更稱他為「草聖」。
其作品《砥柱铭》在2010年保利春拍卖会上以总成交价4.368亿元人民币创中国艺术品的世界拍卖纪录。

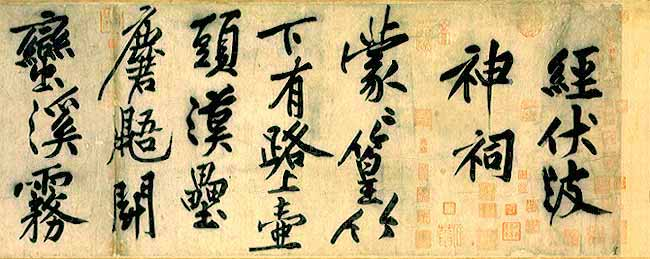
伏波神祠诗（局部）紙本，縱33.6公分，橫820.6公分，日本東京・永青文庫藏